# Polotok Cà Mau
Polotok Cà Mau (vietnamsko Bán Đảo Cà Mau) sestavlja južni del Vietnama, je najjužnejša pokrajina v Mekongovi delti. Je v provinci Cà Mau in leži med Tajskim zalivom na zahodu in Južnokitajskim morjem na vzhodu, na severovzhodu na reko Hau in na severozahodu na kanal Rach Soi-Vam Cong. Površina otoka je približno 1,6 milijona hektarjev (približno 16 tisoč kvadratnih kilometrov).
Cà Mau je trikotni del kopnega z največjo dolžino 130 milj in je mlada ravnina z nizko nadmorsko višino. Njegov nastanek je skoraj v celoti posledica usedlin reke Mekong, ki teče za formacijo Cape Bai na repu polotoka.. Zaradi nizkega terena in številnih estuarijev (My Thanh, Ganh Hao, Ong Doc, Cai Lon, Cai Be) je ta polotok v sušnem obdobju pogosto prepojen s slano vodo. Po letu 1975 je bila izvedena vrsta namakalnih projektov, namenjenih izpiranju soli, preprečevanju slanosti in melioraciji.
Za podnebje Cà Maua lahko rečemo, da je tropsko monsunsko vse leto, razen v dveh do treh mesecih pozimi, ko je razmeroma suho podnebje. 

## Gospodarstvo
Ceste so v Cà Mau prišle po drugi svetovni vojni. Geografske značilnosti polotoka se dramatično spremenijo, ko se zoži proti jugu, ravnice pa se umaknejo gostim tropskim močvirjem z mangrovami, med katerimi sta najbolj značilna gozd U Minh na severozahodu Cà Maua in jugozahodno od Kien Gianga ter v narodnem parku Ca Mau Cape. Vendar pa se je od leta 1979 do danes površina mangrov morda zmanjšala za kar 74 %, predvsem zaradi dejavnosti krčenja gozdov za razvoj ribogojnic.
Vijugave vodne poti v močvirjih so bogat vir rib za domačine. Gospodarstvo regije temelji na pridelanih in naravnih proizvodih. Riž, med, vosek, vlaknene preproge in ribe so nekatere stvari, s katerimi domačini v regiji trgujejo in jih izvažajo. 
Polotok Cà Mau je bil nekoč tudi citadela gverilcev Viet Minha in Viet Conga. 
- Politična karta province Cà Mau
- Ribiške mreže, nameščene v vodnih poteh polotoka Cà Mau